# Cartierul Veteranilor, Făgăraș
Veteranilor este un cartier al Municipiului Făgăraș din județul Brașov, Transilvania, România.